# Собача кропива сизувата
Собача кропива сизувата (Leonurus glaucescens) — вид рослин з родини глухокропивові (Lamiaceae), поширений у південно-східній Європі й західній Азії.

## Опис
Багаторічна рослина 30–100 см. Верхівкові листки трійчасто розсічені, напів-притиснуто-волосисті. Нижні й середні листки черешкові, яйцеподібні, глибоко розсічені. Віночок рожевий, з пурпуровими плямами на нижній губі, 10–12 мм довжиною.

## Поширення
Поширений у південно-східній Європі (Молдова, Україна, Росія) та в Азії (Туреччина, Закавказзя — Азербайджан, Вірменія та Грузія, Казахстан, Узбекистан, Монголія, Сибір, Китай [Внутрішня Монголія]).
В Україні вид зростає на засмічених місцях, кам'янистих схилах — на півдні Лісостепу і в Степу, розсіяно.